# Kamnitz
Kamnitz ist der Name mehrerer Orte und Flüsse, vor allem in Tschechien. Etymologisch leitet sich das Wort von der slawischen Genitivbildung „am Stein“ ab und deutet meist auf einen markanten Felsen (in Böhmen Basaltsäulen) hin.

## Orte
- In Polen:
  - Kamnitz (Kamieniec, Kłodzko), Powiat Kłodzki
  - Kamnitz (Kamienica, Stronie Śląskie), Powiat Kłodzki
  - Kamnica (Miastko), Ortsteil Kamnitz (Kamnica), in der Stadt- und Landgemeinde Miastko (deutsch Rummelsburg)

- In Tschechien:
  - Böhmisch Kamnitz (Česká Kamenice), Stadt in Nordböhmen
  - Kamnitz an der Linde (Kamenice nad Lipou), Stadt in Mittelböhmen
  - Kamnitz bei Iglau (Kamenice u Jihlavy), Gemeinde in Mähren
  - Markt Kamnitz (Trhová Kamenice), Marktflecken bei Chrudim
  - Windisch-Kamnitz (Srbská Kamenice), Gemeinde in Nordböhmen

## Flüsse
- In Tschechien:
  - Kamenice (Elbe), rechter Nebenfluss zur Elbe in Hřensko
  - Kamenice (Jizera), rechter Nebenfluss zur Iser nahe Eisenbrod (Zelezny Brod)
  - Kamenice (Nežárka), Quellfluss der Nežárka